# Pavel Dušan
Pavel Dušan, rodným jménem Jan Šonka, (4. dubna 1887 Soběslav – 27. července 1966 Praha) byl český soudce, spisovatel, fejetonista a překladatel z němčiny. Pravidelně přispíval do odborných časopisů, ve kterých používal pseudonymy O. Klen a S. Šumavský.

## Životopis
Narodil se 4. dubna 1887 v jihočeském městě Soběslav. Jeho otec byl vysoký státní úředník. Po studiích na píseckém gymnáziu a později na pražském gymnáziu, na kterém odmaturoval v roce 1906, se vydal studovat práva na Právnickou fakultu Univerzity Karlovy. Jako praktikant působil u pražského soudu a v roce 1914 složil soudcovské zkoušky.
Mezi lety 1916 a 1920 absolvoval povinnou vojenskou službu. Poté nastoupil k pražskému soudu, kde postupně zastával různé funkce. Po několika letech se stal generálním předsedou krajského soudu.
Do časopisů psal odborné příspěvky, zejména o problematice trestné činnosti nezletilých. Za svůj život napsal desítky knih. Jednalo se o humoresky, povídky, romány, fejetony a pohádky. Rovněž se věnoval překladům z němčiny do češtiny. Při psaní beletrie se inspiroval životními zkušenostmi a děj zasazoval na Písecko a Pošumaví.
Mezi jeho nejznámější knihy patří román Marné oběti (1927), povídky Příhody zajíce Polňáka a jiné povídky o zvířatech (1930) nebo román Hlubiny srdcí (1920).
Zemřel 27. července 1966 v Praze. Bylo mu 79 let.